# Aerotec T-23 Uirapuru
O Uirapuru A-122 é um avião de treinamento primário de fabricação nacional, utilizado pela Força Aérea Brasileira e também por aeroclubes brasileiros, ficou conhecido na Academia da Força Aérea, em Pirassununga, tanto pela designação T-23 como pelo apelido de Zarapa. Foi projetado pelos engenheiros Carlos Gonçalves e José Carlos de Sousa Reis e fabricado pela extinta Sociedade Aerotec LTDA. É um monomotor metálico, com duplo comando lado a lado, asas baixas, trem de pouso triciclo fixo e empenagem convencional.

## Histórico
Inspirado no projeto da aeronave Falcão A-80, desenvolvido pelo engenheiro José Carlos de Sousa Reis no início da década de 1960, quando trabalhava para a Avibras Indústria Aeroespacial, em São José dos Campos, interior de São Paulo, o monomotor Uirapuru A-122 marcou época. Ele nasceu da parceria entre José Carlos com outro engenheiro, Carlos Gonçalves, este proprietário da Sociedade Aerotec, também sediada no Vale do Paraíba. Os projetistas criaram um avião monoplano de asa baixa biposto com assentos lado a lado e duplo comando. O primeiro protótipo, o PP-ZTF, realizou seu voo inaugural em 2 de junho de 1965. Mas a versão final ainda exigiria aprimoramentos, após um trágico contratempo. Depois da decolagem inaugural, o primeiro protótipo do Uirapuru continuou voando. Uma tragédia, porém, mudou os rumos do programa. No dia 1º de novembro de 1968, durante um voo de avaliação em uma sessão de parafusos, o major-aviador e piloto de testes José Mariotto Ferreira não conseguiu sair da manobra. Ele tentou mais de uma vez recuperar a aeronave, sem sucesso, e acabou acionando o paraquedas antes de ser atingido pelo estabilizador vertical, vindo a falecer. Após o acidente, os engenheiros contataram a equipe do Institute de Mécanique des Fluides e Lille na França, concluindo que a aeronave não saía do parafuso por insuficiência de superfície no leme vertical. A solução definitiva para o problema foi a instalação de uma aleta ventral. O segundo protótipo, o PP-ZTT, encontra-se hoje exposto no Museu Aeroespacial (Musal), no Rio de Janeiro, capital fluminense. Em outubro de 1967, a Aerotec já havia assinado o seu primeiro contrato no Brasil com o Ministério da Aeronáutica para a fabricação de 30 unidades do Uirapuru. Designado T-23, ele substituiria os Fokker S11 e S12 (T-21 e T-22, respectivamente), que eram utilizados na instrução primária dos cadetes da AFA. A pedido do Ministério da Aeronáutica, algumas mudanças no projeto acabaram sendo feitas para atender às exigências militares. Duas versões foram fabricadas, a militar (A-122A) e a civil (A-122B), esta destinada aos aeroclubes brasileiros. Em abril de 1969, um segundo contrato foi assinado com o Ministério da Aeronáutica para a fabricação de mais 40 unidades. Posteriormente, a Aerotec recebeu pedidos firmes das forças aéreas da Bolívia e do Paraguai. A versão civil do Uirapuru teve 25 unidades fabricadas até o final da década de 1970 exclusivamente para o Brasil, sendo empregadas em diversos aeroclubes do país para instrução primária de pilotos privados. Entre civis e militares, ao todo, foram fabricadas 126 unidades do Uirapuru. Após anos de uso, em 1979, a FAB enviou 45 células para a fábrica da Aerotec, para que novos sistemas de comunicação e navegação fossem implantados, além de outras mudanças. A característica mais marcante deste upgrade foi a substituição do canopi original por um mais aerodinâmico. As aeronaves que fizeram parte dessas mudanças foram designadas T-23B. Em junho de 1984, mais precisamente no dia 1º, a AFA realizou a cerimônia de desativação de seus Zarapas. Assim, as unidades que ainda possuíam horas de voo disponíveis foram repassadas a alguns aeroclubes onde permaneceram operantes até o início da década de 1990, quando o Ministério da Aeronáutica recolheu 15 delas. O governo alegou que, diante do alto custo de manutenção, não era mais viável mantê-las. Além disso, havia a intenção de doá-las à Força Aérea da Bolívia, para fortalecer as relações entre os dois países. Em troca, os aeroclubes receberam os então recém-comprados AB-115 e AB-180 da marca Aeroboero, fabricados na Argentina. Mas ainda restaram os A-122B e pouquíssimos A-122A. A Sociedade Aerotec chegou a desenvolver o projeto para um sucessor do T-23 no início da década de 1980. Era o Tangará A-132, que teve um protótipo construído e hoje ostenta a matrícula PP-XTA. Ele voou pela primeira vez em 26 de fevereiro de 1981. Mas mudanças na sistemática de treinamento fizeram com que a Força Aérea Brasileira não se interessasse pelo avião e optasse pelo Neiva Universal (T-25), que já estava em operação na AFA para treinamento avançado, como substituto do T-23. A Aerotec passou seus últimos anos fornecendo peças para a Embraer, até a sua falência no ano de 1987.

## Dados
- Período de Utilização: 1968 até os dias atuais.
- Aeronave ainda utilizada pelo Aeroclube de Brasília (ICAO SWUZ), sediado na cidade de Luziânia-GO, pelo Aeroclube de Poços de Caldas (ICAO SBPC), sediado na cidade de Poços de Caldas-MG e pelo Aeroclube de Juiz de Fora (ICAO SBJF), sediado na cidade de Juiz de Fora-MG.
- Emprego: Treinamento Primário.
- Modelos: A-122A (Militar) e A-122B (Civil).
- Quantidade Total Produzida: 126.
- Designação: T-23 (FAB).
- Matrículas FAB: 0940 a 0999 e 1730 a 1745.

## Ficha técnica
Dimensões
- Envergadura: 8,5 m
- Comprimento: 6,5 m
- Altura: 2,6 m

Peso
- Peso bruto de decolagem: 840 kg

Motor
- Lycoming 0-320-B2B com 4 cilindros opostos horizontais. Carter úmido, refrigerado a ar, sem redução entre hélice e eixo, desenvolve potencia de 160 HP a 2700 RPM ao nível do mar, nas condições de atmosfera padrão. (ISA)

## Variantes
- A122
- T-23
- A-122A
- A-122B